# زاگاتو رپتور
زاگاتو رپتور (به انگلیسی: Zagato Raptor) که گاهی به آن لامبورگینی رپتور نیز گفته می‌شود یک طرح مفهومی خودرویی است که در سال ۱۹۹۶ توسط زاگاتو با مشارکت آلن ویکی برای لامبورگینی ایجاد شد. بدنه دارای طراحی «حباب دوگانه» زاگاتو و طراحی نوآورانه درب است که در آن کل بخش میانی خودرو به سمت بالا و جلو می‌چرخد. این شاسی از یک لامبورگینی دیابلو 4WD قرض گرفته شده‌است. طراحی کامل شد و نمونه خودرو در نمایشگاه خودرو ژنو در سال ۱۹۹۶ به نمایش درآمد. در زمان نمایش، باور بر این بود که خودرو آماده تولید است.
با استفاده از پیشرانه و ۴۹۲ اسب بخار (۳۶۷ کیلووات) موتور وی۱۲ از دیابلو، اما حذف سامانه ترمز ضد قفل (ABS) و سامانه کنترل کشش، و همچنین استفاده گسترده از فیبر کربن برای کار بدنه، خودرو را به‌طور قابل توجهی سبک‌تر از دیابلو کرد، بنابراین به‌طور بالقوه سریع‌تر شد. برای جبران کمبود ABS و سرعت‌های بالقوه بالاتر، از سامانه ترمز دیابلو ارتقا یافته‌است.
بیشتر منابع رسانه‌ای حدس می‌زدند که این خودروی عالی برای پر کردن شکاف بین دیابلو و جانشین آن که در آن زمان کانتو نامیده می‌شد، می‌بود، اما لامبورگینی رپتور را تولید نکرد. آلن ویکی برای مدت کوتاهی سعی کرد آن را به تنهایی با کمک زاگاتو توسعه دهد، اما هیچ نتیجه‌ای از تلاش او حاصل نشد. او تنها نمونه اولیه را تا سال ۲۰۰۰ در اختیار داشت تا اینکه در نمایشگاه خودرو ژنو به مزایده گذاشته شد و توسط یک مجموعه دار خودروهای شخصی خریداری شد.